# Magyar eszperantista kiadványok listája
A magyar eszperantista kiadványok listája válogatás az eszperantó nyelvvel kapcsolatos kiadványokból.

## 1898
- Esperanto világnyelv : Gyakorlati és elméleti módszer a Zamenhof-féle világnyelv néhány nap alatt való megtanulására : Nyelvtannal, gyakorlatokkal és szótárral / írta Barabás Ábel ; előszóval ellátta szentkatolnai Bálint Gábor. Kolozsvár : Barabás Ábel, 1898. VI, 203 p.

## 1925
- Magyar Országos Eszperantó-Egyesület, F. Boda István, Mesterséges Világnyelv - eszperantó, eszperantó-tanítás; Budapest - 1925

## 1928
- Magyar Országos Eszperantó-Egyesület, Baghy Gyula, Önoktató eszperantó nyelvmester, Budapest - 1928

## 1962
- Magyar Eszperantó Szövetség, Szerdahelyi István Dr., Eszperantó - tanfolyamok számára - Az első negyedév tananyaga, Budapest - 1962

## 1966
- Hungara Esperanto-Asocio; Kökény, Ludoviko: Ora Duopo, Budapest - 1966
- Hungara Esperanto-Asocio, Gvidlibro por supera ekzameno - historio, literaturo; Budapest - 1966
- Hungara Esperanto-Asocio, Gvidlibro por supera ekzameno II.; Budapest - 1966
- Hungara Esperanto-Asocio, Ora Duopo - Jubilea Libro pri Julio Baghy kaj Kolomano Kalocsay, Budapest - 1966
- Magyar Eszperantó Szövetség, Eszperantó Iskolai Kifejezések Gyűjteménye, Budapest - 1966

## 1967
- MESZ Pedagógus Csoport, Szabó Tibor Dr.; Eszperantó I. (kezdő), Szeged - 1967

## 1970
- Balázs Béla, La sep regxidoj, Budapest - 1970
- Tavanti, Corrado; Tiu toskana septembro, Budapest - 1970 ISBN 963 571 128 x

## 1972
- Gárdonyi Géza, Sklavoj de Dio. Budapest - 1972

## 1975
- Pri Esperanto Lingvo Internacia, Budapest - 1975

## 1976
- Szilágyi Ferenc, Koko krias jam! Budapest - 1976
- Tárkony Lajos, De pagxo al pagxo, Budapest - 1976

## 1977
- Hungara Esperanto-Asocio, Ady Endre, La morto de la cxielarko, Budapest - 1977  helytelen ISBN kód: 963 571 028 1
- Hungara Esperanto-Asocio, Auld, William & Dinwoodie, J. S. & Francis, J. & Rossetti, Reto; Kvaropo, Budapest - 1977 ISBN 963 571 002 x
- Hungara Esperanto-Asocio, Baghy Gyula, En maskobalo, Budapest - 1977 ISBN 963 571 003 8
- Hungara Esperanto-Asocio, Dorno, F. V.; La aventuroj de L. R. M., Stultulof la X-a Budapest - 1977 ISBN 963 571 009 7
- Hungara Esperanto-Asocio, Szathmári Sándor, Kain kaj Abel, Budapest -	1977 ISBN 963 571 006 2
- Hungara Esperanto-Asocio, Kion scii por organizi nian movadon? 1.; Budapest - 1977  helytelen ISBN kód: 963 571 029 x

## 1978
- Lejzerowicz, I., El la "Verda Biblio", Budapest - 1978 ISBN 963 571 036 4
- Molnár Ferenc, La knaboj de la Pauxlo-strato, Budapest - 1978 ISBN 963 571 039 9

## 1979
- Benczik Vilmos, Baza Literatura Krestomatio, Budapest - 1979 ISBN 963 571 044 5
- Benczik Vilmos, Libro de romanoj, Budapest - 1979 ISBN 963 571 063 1
- Kalocsay Kálmán, Kiel verki kaj traduki poemojn, Budapest - 1979
- Móricz Zsigmond, Cxiela birdo, Budapest - 1979 ISBN 963 571 050 x
- Móricz Zsigmond, Malricxaj homoj, Budapest - 1979 ISBN 963 571 055 0

## 1980
- Kemalov, Nacxo, Naux jaroj en la infero, Budapest - 1980 ISBN 963 571 072 0
- Prus, Boleslaw, La faraono (bildrakonto), Budapest - 1980 ISBN 963 571 069 0
- Urbo Tata - loko de JER `80, Budapest - 1980 ISBN 963 571 070 4

## 1981
- Heltai Jenő, La morto kaj la kuracisto, Budapest, 1981 ISBN 963 571 090 9
- Kalocsay Kálmán, Tutmonda sonoro 1. r., Budapest - 1981 ISBN 963 571 091 7
- Kalocsay Kálmán, Tutmonda sonoro 2. r., Budapest - 1981 ISBN 963 571 092 5
- Nemere István, La nauxa kanalo, Budapest - 1981 ISBN 963 571 037 2
- Frank, Helmar Dr. & Yashovardhan & Cziske Reinhard, Kibernetiko de la homa lingvo, Budapest & Paderborn - 1981 ISBN 963 571 101 8
- Horvath Jozefo, Már tudom, mi az Eszperantó!, Budapest - 1981	 helytelen ISBN kód: 963 571 074 4

## 1982
- Baghy Gyula, La Verda Koro, Budapest - 1982 ISBN 963 571 106 9
- Gajdar, Arkagyij, Timur kaj lia tacxmento, Budapest - 1982 ISBN 963 571 079 8
- Golden, Bernard, Margxene de la lernolibro, Budapest - 1982 ISBN 963 571 083 6
- Nemere István, La fermita urbo, Budapest - 1982 ISBN 963 571 075 5
- Tóth Endre, Lappar, la antikristo, Budapest - 1982 ISBN 963 571 048 8
- Twain, Mark; La aventuroj de Huckleberry Finn - bildrakonto, Budapest - 1982 ISBN 963 571 105 0
- Ekologio kaj ekonomio, Budapest - 1982
- Kion scii por organizi nian movadon? 2.; Budapest - 1982 ISBN 963 571 046 1

## 1983
- Broczkó Péter, Mikrokomputilo, Budapest - 1983
- Velkov, Krum, Vilagxo Borovo, Budapest - 1983  helytelen ISBN kód: 969 571 115 8
- Revai, Budapest - 1983
- Princz Oszkár, Az eszperantó csoportok néhány vezetési kérdése, Budapest - 1983

## 1984
- Aszlányi Károly, Sep vangofrapoj, Budapest - 1984 ISBN 963 571 131 x
- Broczkó Péter, Datumbazoj, Budapest - 1984
- Modest, Julian, La Ora Pozidono, Budapest - 1984 ISBN 963 571 132 8
- Nemere István, Febro, Budapest - 1984	ISBN 963 571 143 3
- Nemere István, La monto, Budapest - 1984 ISBN 963 571 140 9
- Petőfi Sándor, Johano la Brava, Budapest - 1984
- Seppik, Henrik, La tuta Esperanto, Budapest - 1984  helytelen ISBN kód: 963 571 127 x
- Szilágyi Ferenc, La vivo de Sándor Kőrösi Csoma, Budapest - 1984 ISBN 963 571 139 5
- Almanako de bulgaraj esperantistoj, Budapest - 1984 ISBN 963 571 128 x
- Dilemoj de la nuntempo - vide el Hungario, Budapest - 1984 ISBN 963 571 081 x
- Socio - Ekonomio - Komunikado - Dilemoj de la nuntempo - vide el Hungario, Budapest - 1984
- Princz Oszkár, Eszperantó nyelvkönyv, Budapest - 1984

## 1985
- Broczkó Péter, Formo kaj sono	Budapest - 1985
- Broczkó Péter, Perkomputila ilustrado, Budapest - 1985
- Elem János, Betonterapio, Budapest - 1985
- Gilbert, William; Pri landnomoj en Esperanto, Budapest - 1985
- Kalocsay Kálmán, Dek prelegoj, Budapest - 1985 ISBN 963 571 146 8
- Nemere István, La alta akvo, Budapest - 1985 ISBN 963 571 159 x
- Székely Csaba; Baranya, la mistera, Budapest - 1985 ISBN 963 571 150 6
- Tabi László, La Damo de l' Fatalo, Budapest - 1985 ISBN 963 571 154 9

## 1986
- Baghy Gyula, Hura, Budapest - 1986
- Broczkó Péter, Kibernetiko, Budapest - 1986
- Cvetkova, Vasja; Vojagximpresoj pri Japanio, Budapest - 1986 ISBN 963 571 171 9
- Gáll István, Obsedita de l' suno, Budapest - 1986 ISBN 963 571 141 7
- József Attila, Urbo randa nokto, Budapest - 1986 ISBN 963 571 169 7
- Lorjak, Mariagnes, Budapest - 1986 ISBN 963 571 168 9
- Varga Zoltán, 2a laborista Esperanto-movado en Hungario (1913-1934), Budapest - 1986

## 1987
- Hordijenko-Andrianova, Nadija; Vagante tra la mondo maltrankvila, Budapest - 1987 ISBN 963 571 182 4
- Modest, Julian; Ni vivos!, Budapest - 1987 ISBN 963 571 191 3
- Nedelcxeva, Nevena; Dum nokta dejxoro, Budapest - 1987 ISBN 963 571 180 8
- Nemere István, La blinda birdo, Budapest - 1987 ISBN 963 571 195 6
- Nemere István, Sercxu mian songxon, Budapest - 1987 ISBN 963 571 181 6
- Nemere István, Sur kampo granita, Budapest - 1987, ISBN 963 571 189 1
- Bárczi Géza, A nemzetközi nyelvről, Budapest - 1987 ISBN 963 571 186 7
- Princz Oszkár & Rados Péter; Bemutatjuk az eszperantót, Budapest - 1987

## 1988
- MacGill, Stefan; La lauxta vekhorlogxo; Budapest - 1988 ISBN 963 571 246 4
- Nemere István, Dum vi estis kun ni, Budapest - 1988 ISBN 963 571 244 8
- Nemere István, Vivi estas dangxere, Budapest - 1988  helytelen ISBN kód: 963 571 238 6
- Varga Zoltán, Gvidlibro pri bestoj, Budapest - 1988 ISBN 963 571 148 4
- Nemere István, A vízlépcső, Budapest - 1988 ISBN 963 571 190 5
- Nemere István, Gránitmezőn, Budapest - 1988 ISBN 963 571 192 1
- Nemere István, Titkok könyve, Budapest - 1988 ISBN 963 571 219 7
- Tavanti, Corrado; Hőség Rómában, Budapest - 1988 ISBN 963 571 210 3
- Eszperantó térhódítása a természettudományokban és a technikában, Budapest - 1988

## 1989
- Baghy Gyula, Gramatika demandaro resuma, Budapest - 1989 ISBN 963 571 102 6
- Lienhardt, Albert; Amuza legolibro en Esperanto, Budapest - 1989 ISBN 963 571 288 X
- Mikulas Helena & Jozefo; Esperanto por ni 1. (fénymásolat), Budapest - 1989 ISBN 963 571 296 0
- Mikulas Helena & Jozefo; Esperanto por ni 2.; Budapest - 1989 ISBN 963 571 298 7
- Mikulas Helena & Jozefo; Esperanto por ni 3.; Budapest - 1989 ISBN 963 571 300 2
- Mikulas Helena & Jozefo; Esperanto por ni 4. + 1 db borító nélküli; Budapest - 1989 ISBN 963 571 302 9
- Nemere István; Vi povas morti nur dufoje; Budapest - 1989 ISBN 963 571 286 3
- Peneter, Peter; Sekretaj sonetoj, Budapest - 1989 ISBN 963 571 314 2
- Privat, Edmont; Tra l` silento, Budapest - 1989 ISBN 963 571 292 8
- Szilágyi Ferenc, La granda aventuro, Budapest - 1989 ISBN 963 571 264 2
- Trezoro - Esperanta Novelarto I. - 1887-1986; Budapest - 1989 ISBN 963 571 107 7
- Auld, William; Pasoj al plena posedo, Budapest - Venaria - 1989 ISBN 963 571 274 X
- Kárpáti Tamás; Partik, perek, pofonok; Budapest - 1989 ISBN 963 571 308 8
- Nemere István, UFO a láthatáron, Budapest - 1989 ISBN 963 571 276 6
- Princz Oszkár & Rados Péter; Bemutatjuk az eszperantót; Budapest - 1989
- Tizenévesen, Budapest - 1989

## 1990
- Stimec, Spomenka; Vojagxo al disigxo, Budapest - 1990 ISBN 963 571 106 9
- Barré, Michel; Freinet és a Modern Nevelés, Budapest - 1990 ISBN 963 571 113 1
- Celestin, Freinet Budapest - 1990
- Celestin, Freinet és a modern nevelés, Budapest - 1990
- Nemere István, Fejvadászok, Budapest - 1990 ISBN 963 571 326 6
- Princz Oszkár, Eszperantó nyelvkönyv, Budapest - 1990 ISBN 963 571 100 x
- Tájékoztató az eszperantó vizsgákról, Budapest - 1990

## 1991
- Nemere István, Rejtelmes óceánok, Budapest - 1991 ISBN 963 571 412 2

## 1992
- Weidmann, Dietrich M.; Esperanto por mondcivitanoj, Budapest - 1992 ISBN 3-909-140-05-x

## 1996
- Szerdahelyi István - Koutny Ilona; Magyar-Eszperantó kéziszótár, Budapest - 1996 ISBN 963 571 459 9

## 1999
- Gados László, Egyenes beszéd EU nyelvügyben, Budapest - 1999
- Eszperantó-magyar szógyűjtemény, Budapest - 1999
- Magyar-Eszperantó szógyűjtemény, Budapest - 1999

## 2000
- Haszpra Ottó, Eszperantó kezdőknek és haladóknak, Budapest - 2000
- Haszpra Ottó, Eszperantó kezdőnek és haladóknak I-II.; Budapest - 2000 (a katalógusokban formailag hibás ISBN-nel szerepel) ISBN 963 571 452 x, helyes ISBN 963-571-452-1

## 2002
- Beke Sándor, Mi rebruligos la mecxon, Debrecen - 2002 ISBN 963 571 465 3
- És még mire jó nekem az Eszperantó?; Budapest - 2002 ISBN 963 571 467 x

## 2003
- Dudich Endre, La lumo nutranta, Budapest - 2003 PSBN 963 571 471 8
- Az Európai Unió és a Nyelvi kérdés - 2003/4.; Budapest - 2003 ISSN 1587-7558
- Haszpra Ottó, Eszperantó kezdőknek és haladóknak, Budapest - 2003

## 2004
- Kalocsay Kálmán, Rendszeres eszperantó nyelvtan, Budapest - 2004 ISBN 963 7397 06 x
- Princz Oszkár, Eszperantó nyelvkönyv - Kulcs a gyakorlatokhoz; Budapest - 2004 ISBN 963 7397 08 6

## 2005
- Szerződés Európai Alkotmány létrehozásáról - I-II.; Budapest - 2005 ISBN 963 218 358 4
- Pechan Alfonz, Eszperantó-magyar szótár; Budapest - 2005 ISBN 963 7397 09 4

## 2006
- József Attila, Purakore, Zalaegerszeg - 2006
- Princz Oszkár, Eszperantó nyelvkönyv, Budapest - 2006 ISBN 963 7397 12 4
- Princz Oszkár, Magyar-Eszperantó tematikus szótár, Budapest - 2006 ISBN 963 7397 07 8

## 2007
- Princz Oszkár, Felkészülés a középfokú eszperantó nyelvvizsgára, Budapest - 2007 ISBN 963 7397 03 5